# Edith Steinke
Edith Steinke (* 28. März 1939) ist eine deutsche Tischtennisspielerin, die ihren Leistungszenit in den 1960er Jahren hatte. Sie nahm an einer Europa- und einer Weltmeisterschaft teil.

## Werdegang
Steinke spielte zunächst beim Verein ASV Berlin. Sie wurde in den Spielzeiten 1953/54 und 1954/55 Berliner Meisterin im Mädchen-Einzel. 1955 wurde sie bei den deutschen Jugendmeisterschaften Zweite im Doppel mit Bärbel Bürger. Nach dem Abstieg des ASV aus der Oberliga Nord in der Saison 1960/61 wechselte sie zur Saison 1961/62 zum TTC Blau-Gold Berlin, mit dessen Damenmannschaft sie bei den Deutschen Meisterschaften in der Saison 1965/66 Dritter wurde. Bis zur Saison 1967/68 blieb sie durchgehend beim TTC Blau-Gold in der Oberliga Nord. Sie errang den Meistertitel im Einzel bei den Berliner Meisterschaften 1958/59 sowie mehrmals im Doppel und im Gemischten Doppel. Bei den Norddeutschen Meisterschaften errang sie zwei Meistertitel im Doppel: 1959/60 mit Uschi Matthias (BTTC Grün-Weiß Berlin) und 1962/63 mit Anita Haacke (TTC Blau-Gold Berlin). In den Individualwettbewerben der Nationalen Deutschen Meisterschaften erreichte sie im Doppel 1960 mit Uschi Matthias und 1965 mit Anita Haacke das Halbfinale.
1959 wurde Steinke für die Individualwettbewerbe der Weltmeisterschaft in Dortmund nominiert. Dabei kam sie sowohl im Einzel als auch im Doppel eine Runde weiter. Im Einzel gewann sie gegen Claudine Collignon (Belgien) und erlitt danach eine Niederlage gegen die Schwedin Birgitta Tegner. Im Doppel mit Annemie Mann besiegte sie Maria Ignacia Hospital/Alicia Guri (Spanien) und verlor dann gegen Ann Haydon/Diane Rowe. Das Mixed mit Uschi Matthias schied in der ersten Runde aus.
Mit Uschi Matthias erreichte sie das Doppel-Endspiel bei den Internationalen deutschen Meisterschaften 1961 in Berlin.
Auch bei der Europameisterschaft 1962 in Berlin nahm Steinke an den Individualwettbewerben teil und erreichte im Einzel und Doppel das Viertelfinale. Den Einzelsiegen über Tine de Jong (Niederlande), Maria Ignacia Hospital (Spanien) und Hanna Haering (Deutschland) folgte eine Niederlage gegen Uschi Matthias. Das Doppel mit Anita Haacke besiegte Loukia Scrivanou/Emilia Scrivanou (Griechenland) und Hanna Haering/Inge Natterer (Deutschland), unterlag danach jedoch den Deutschen Oda Mielenhausen/Ilse Lantermann. Im Mixed mit Manfred Konieczka (Tennis Borussia Berlin) schied sie in der dritten Runde aus: Sie setzten sich gegen Chariton Charapoulos/Scrivanou (Griechenland) und Zeljko Hrbud/Cirila Pirc (Jugoslawien) durch und unterlagen danach den Deutschen Wolf Berger/Marlies Berger.

## Turnierergebnisse
| Verband | Veranstaltung       | Jahr | Ort      | Land | Einzel        | Doppel        | Mixed      | Team |
| ------- | ------------------- | ---- | -------- | ---- | ------------- | ------------- | ---------- | ---- |
| FRG     | Europameisterschaft | 1962 | Berlin   | FRG  | Viertelfinale | Viertelfinale | letzte 64  |      |
| FRG     | Weltmeisterschaft   | 1959 | Dortmund | FRG  | letzte 64     | letzte 32     | letzte 128 |      |